# Anne Brasseur

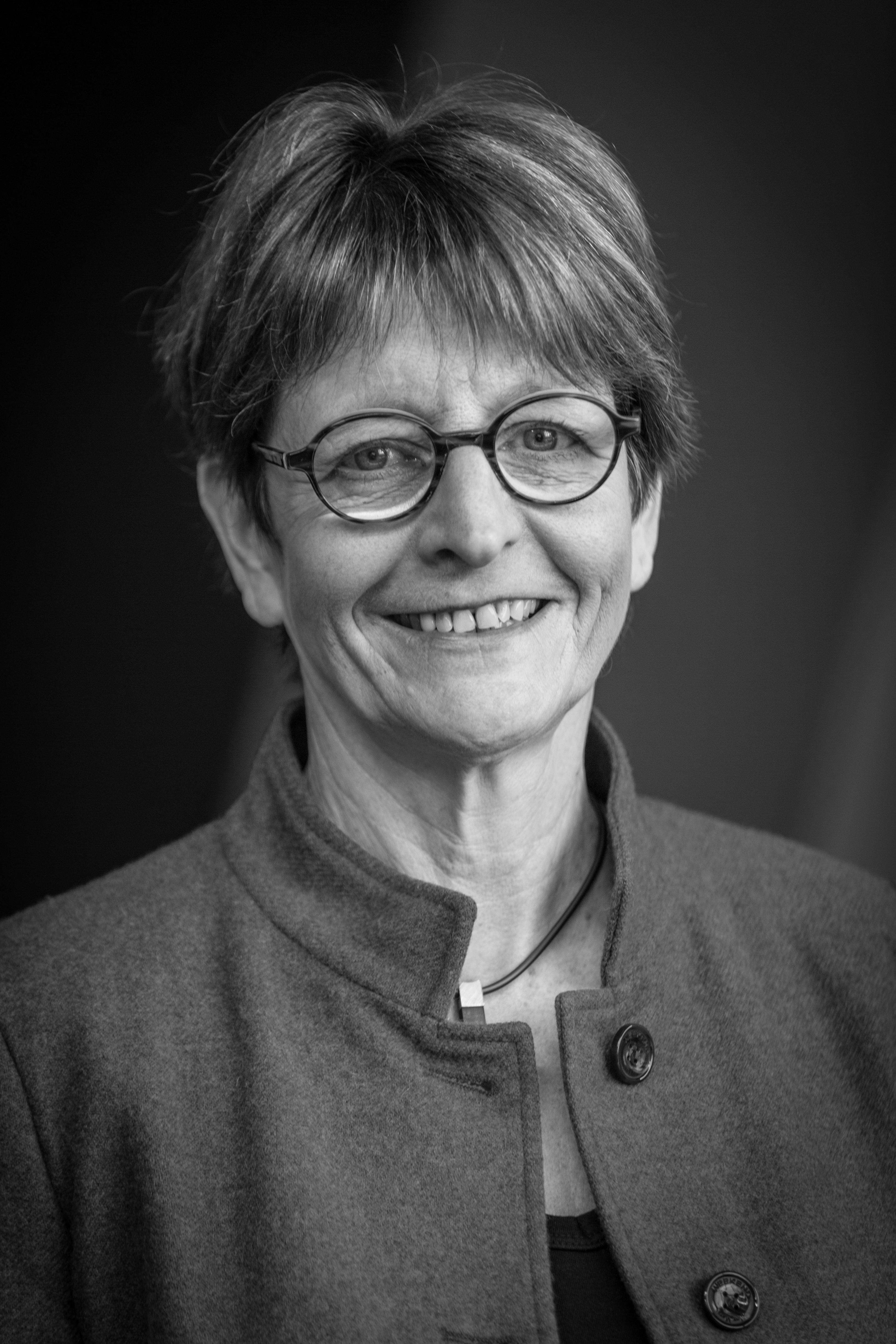
Anne Brasseur (2015)

Anne Justine Brasseur (* 19. Mai 1950 in Luxemburg (Stadt)) ist eine luxemburgische Politikerin (DP).

## Leben
Nach dem Abitur  1969 am Meederches Lycée in Limpertsberg studierte Anne Brasseur Psychologie an der Eberhard Karls Universität Tübingen und der  Universität Mannheim mit Diplom-Abschluss 1975. Sie arbeitete unter anderem im Service de Psychologie et d’Orientation scolaires einer Berufsschule sowie am Lycée de Garçons in  Esch-sur-Alzette und leitete den Service Central d’Assistance Sociale bei der Generalstaatsanwaltschaft.
1975 wurde sie in den Gemeinderat der Stadt Luxemburg gewählt, dem sie mit einer Unterbrechung von sechs Jahren bis September 2009 angehörte. 1979 wurde sie erstmals in die Chambre des Députés gewählt. Von 1980 bis 1994 war sie Präsidentin der Association des Femmes Libérales, die sie zu ihrem Ehrenmitglied ernannte. Von 1991 bis 1999 war sie als Schöffin zuständig für Bauwesen, Bildung und Sport der Stadt Luxemburg.
Von 1999 bis 2004 war sie Ministerin für Erziehung, Berufsausbildung und Sport in der Koalitionsregierung  Juncker-Polfer. Bei den Parlamentswahlen in Luxemburg 2013 wurde sie erneut in die Chambre des Députés gewählt. 2018 verzichtete sie auf ihr Mandat.
In der Parlamentarischen Versammlung des Europarats, der sie von 1995 bis 1999 angehörte und erneut seit 2009, ist sie seit  2009  Präsidentin der Allianz der Liberalen und Demokraten für Europa und von 2014 bis 2016 Präsidentin der Versammlung insgesamt. Seit 2012 gehört sie der Jury des Internationalen Nürnberger Menschenrechtspreises an.
Brasseur gehört seit 2018 dem Kuratorium der Friedrich-Naumann-Stiftung für die Freiheit an.
Anne Brasseur ist Mutter einer Tochter.

## Auszeichnungen
- 1998: Komtur des Ordens der Eichenkrone[4]
- 1999: Großoffizier des Verdienstordens des Großherzogtums Luxemburg